# Mésonet
Un mésonet est un réseau de stations météorologiques, généralement automatiques, dont la densité sur le territoire est de l'ordre de quelques kilomètres à quelques dizaines de kilomètres pour permettre l'étude des phénomènes météorologiques à la méso-échelle dont les orages (position du front de point de rosée, la variation des vents et de la pression avec une ligne de grain, etc.) et le régime de brise. Ces stations vont également rapporter leurs observations à une plus grande fréquence (1 à 15 minutes) que les réseaux classiques d'échelle synoptique car les conditions météorologiques autour de ces phénomènes changent rapidement.
Les mésonets sont mis sur pied et sont opérés par des groupes de recherches universitaires, par les services météorologiques nationaux ou par des utilisateurs spécialisés comme les agriculteurs.

## Description

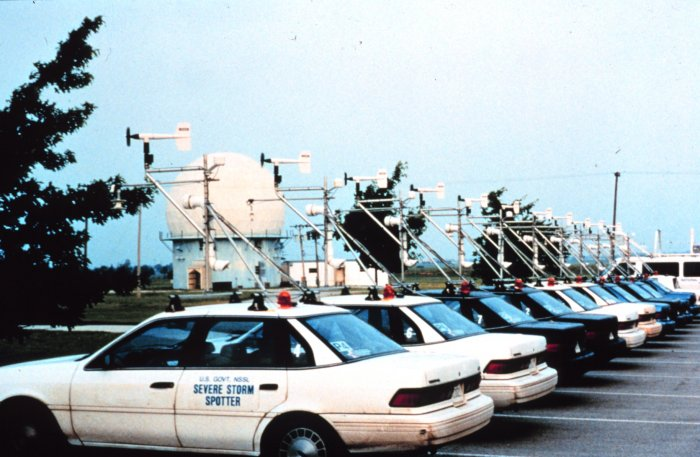
Véhicules du NSSL spécialement équipés pour mesurer les paramètres météorologiques durant VORTEX

Un mésonet est formé d'une série de stations météorologiques qui comportent au minimum des capteurs pour la température ambiante, le point de rosée, les précipitations, la direction et la force du vent. D'autres instruments peuvent s'y ajouter comme un détecteur de foudre ou un transmissiomètre pour la visibilité. Ces stations sont stratégiquement positionnées pour donner une grande densité d'informations sur le territoire couvert et les variations avec le relief (par exemple, certains sites sont en vallée et d'autres en montagnes).
Il existe deux types de mésonets : permanents et temporaires. Les réseaux temporaires sont déployés pour des campagnes de prise de données particulières par des universités ou des organismes gouvernementaux. Par exemple, les expériences VORTEX, pour étudier les orages dans les Grandes plaines américaines, utilisaient de nombreux instruments dont des stations météorologiques montés sur des automobiles qui se positionnaient tout autour de la zone de développement de la convection. 
De tels réseaux peuvent être déployés pour une période plus ou moins longue. Par contre, dans les réseaux permanents, les sites sont occupés en tout temps pour des utilisateurs qui s'en servent pour la prévision quotidienne. Il existe ainsi plusieurs réseaux permanents aux États-Unis dans les régions sujettes aux orages violents ou comme aide pour l'agriculture. Les mésonets sont moins courants ailleurs dans le monde.

## Usages

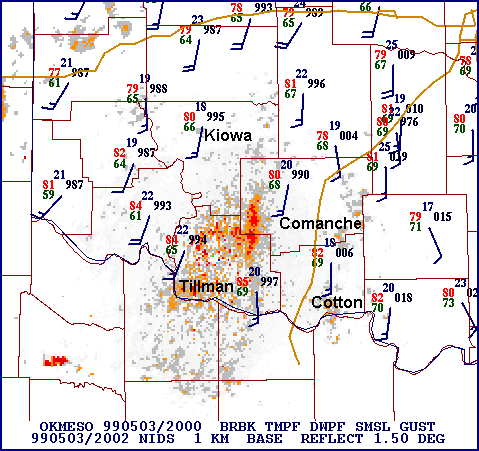
Une carte météorologique des vents du mésonet de l'Oklahoma avec les échos du radar NEXRAD précédant l'éruption de tornades de l'Oklahoma du 3 mai 1999.

L'espacement entre les stations dépend du phénomène à l'étude. Ce dense réseau permet au météorologue d'exploitation de suivre en temps réel la progression des phénomènes météorologiques et d'émettre des alertes météorologiques appropriées. Aux opérateurs de compagnies d'électricité ou de distribution de gaz et aux autorités civiles, le réseau permet de prévoir l'impact sur leurs installations. Ces réseaux complètent également les données obtenues par le radar météorologique et peuvent lui servir pour son étalonnage.
Ces données permettent aussi de mieux prévoir le début et l'intensité des orages, le temps de passage des fronts météorologiques, le type de précipitations (neige ou pluie) selon l'altitude en hiver quand elles sont incorporées dans des modèles de prévision numérique du temps à fine échelle. Ces données sont également archivées pour études ultérieures et pour la climatologie de l'endroit. Dans l'image ci-contre, on peut voir la convergence des vents dans la zone des échos radar en air clair (en rouge) provenant de rues de nuages avant une éruption de tornades.
L'effet d'îlot de chaleur urbain est un problème de plus en plus important et plusieurs mésonets ont été installés pour le suivre. Par exemple, depuis 2012, le mésonet de la Birmingham Urban Climate Laboratory (BUCL), en fait le suivi à Birmingham, Grande-Bretagne, avec une station à chaque 3 km2.

## Histoire

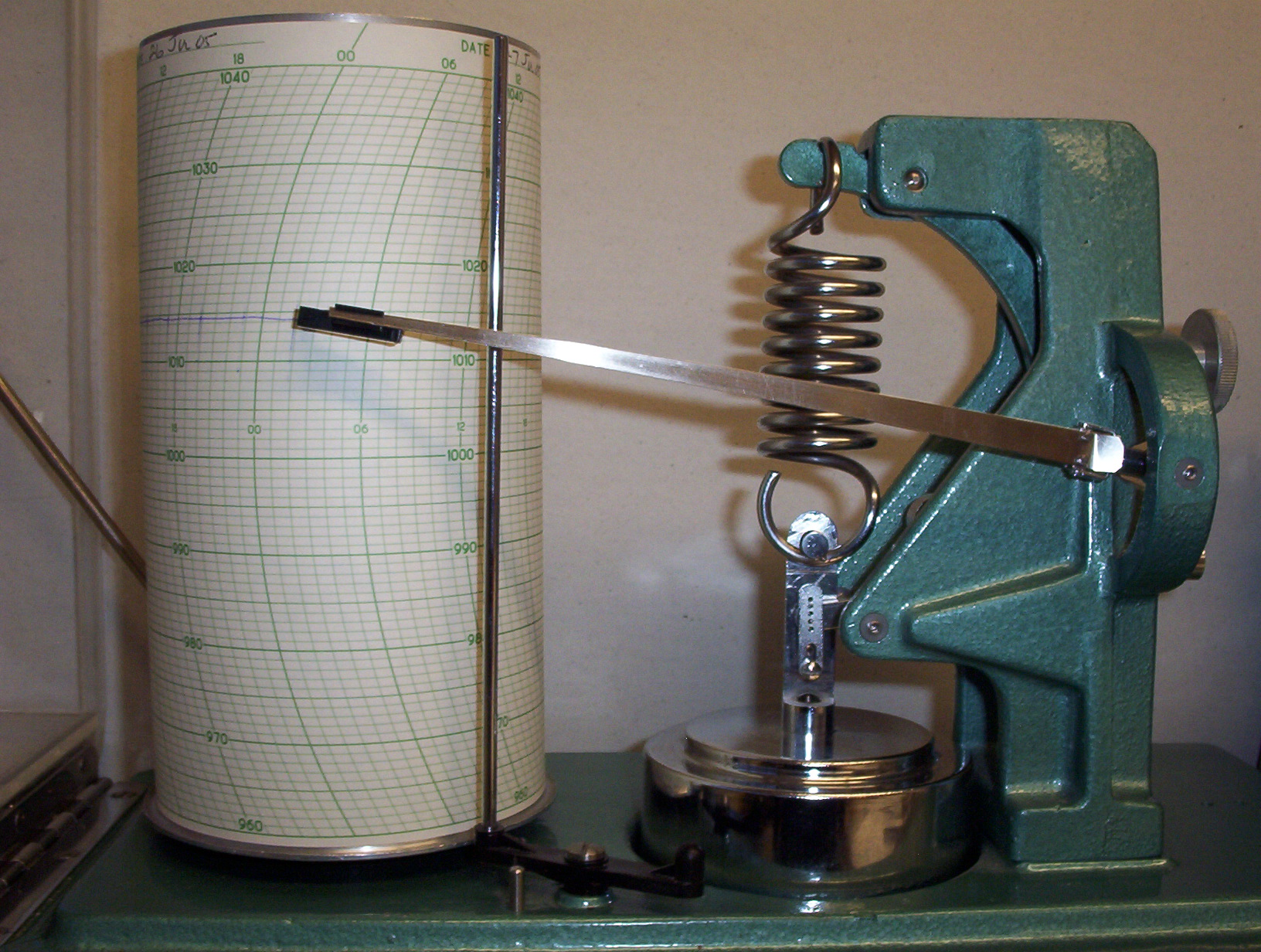
Barographe historique du Service météorologique du Canada

Les instruments des premiers mésonets étaient purement mécaniques et indépendants les uns des autres. Leurs données étaient notées par un système électromécanique, comme le tracé de la pression sur le papier du barographe ci-contre, et devaient être relevées manuellement par un technicien. Les informations ne pouvaient donc être analysées qu’en différé. 
L’un des premiers réseaux fut celui des campagnes d’études des orages en Floride en 1946 et en Ohio en 1947 (The Thunderstorm Project) par le Weather Bureau des États-Unis. Cinquante stations étaient placées à 1,6 km l’une de l’autre en Floride, alors qu’en Ohio les 58 stations étaient espacées de 3,2 km. De nombreuses autres campagnes d’études ont été tenues depuis ce temps, chacune utilisant un mésonet, les plus connues sont sans nul doute les expériences VORTEX, elles ont porté sur la convection, les ouragans, le couvert de neige, etc.
Le premier mésonet permanent est probablement celui de l’Oklahoma mis sur pied en 1991 par l’université de l'Oklahoma (OU) et l’université d'État de l'Oklahoma (OSU). Dès 1982, les scientifiques de la faculté de l’agriculture à OU et ceux de l’État ont commencé à remplacer leurs stations météorologiques pour les besoins agricoles. Au même moment, la communauté météorologique travaillait sur un système de contrôle des inondations grâce à un mésonet qui se révéla très utile dans la région de Tulsa. Tous les intervenants de OU et de OSU se sont donc joints pour planifier un réseau répondant à tous ces besoins. Ils ont obtenu 2 millions $US du gouverneur de l’Oklahoma en décembre 1990, ces sommes provenant d’une poursuite comme les compagnies pétrolières, en plus de fournir 350 000 $US chacune. Le système de télécommunication des forces de police de l’Oklahoma leur a également installé gracieusement tous les liens de communications avec les stations. Les premières stations ont été mis en fonction à la fin de 1991. À la fin de 1993, le mésonet en comportait 108.
Un certain nombre s’est ajouté avec les années et en 2015, il comporte 120 stations, au moins une pour chacun des 77 comtés, pour la surveillance des conditions environnementales. Toutes les données météorologiques proviennent de stations automatiques, ayant un mât de 10 mètres, toutes les 5 minutes, et cela 24 heures par jour. Les observations sont reçues et certifiées par le service climatologique de l’université de l’Oklahoma puis distribuées aux clients en moins de 10 minutes. En 2009, le Conseil national de recherche des États-Unis a déclaré que le mésonet de l’Oklahoma est l’« exemple idéal » pour un réseau météorologique et climatologique.
Avec le développement des communications et le coût à la baisse des stations météorologiques automatiques. Ces réseaux se sont développés un peu partout aux États-Unis et au Canada pour les besoins universitaires et gouvernementaux. En Europe, des réseaux comme Nivôse peuvent être assimilés à des mésonets. Même s’il n’est pas nommément un mésonet, le réseau de 1 300 stations météorologiques de l'Agence météorologique du Japon (JMA) est assez dense pour correspondre à cette définition avec une station à chaque 17 km. Plus récemment, les amateurs de météorologie ont pu mettre sur internet les données de leurs stations personnelles. Bien que ne répondant pas nécessairement aux normes de positionnement de l'Organisation météorologique mondiale, les données de ces stations sont ajoutés aux informations des stations officielles dans plusieurs pays et forment des mésonets informels.